# Lene Marie
Lene Marie fue un velero con aparejo de queche, de 106 pies (32 m) de eslora total y 200 toneladas de desplazamiento. Fue construido en Dinamarca en 1910 como buque comerciante del mar Báltico, justo antes de la Primera Guerra Mundial. Durante la Segunda Guerra Mundial, el Lene Marie se hundió en el Mar Báltico durante una tormenta. Los estadounidenses la reflotaron como parte de sus esfuerzos por reconstruir Dinamarca después de la guerra.
Cuando ya no resultó económico seguir utilizando el Lene Marie como barco comercial, lo convirtieron en un yate privado. Su bodega se convirtió en salón y se agregaron camarotes. El castillo de proa, que contenía los alojamientos de la tripulación, permaneció casi sin cambios durante la conversión. Varios miembros de la tripulación informaron haber encontrado un fantasma en el castillo de proa durante la noche. Según la leyenda este era el fantasma de un marinero que se ahogó en su litera cuando el barco se hundió en la Segunda Guerra Mundial.

## Hundimiento
En noviembre de 1996, el Lene Marie se perdió en el camino de la ciudad de Nueva York a las Bermudas. A los tres días de viaje se encontró con una tormenta. Al cabo de dos días, el barco hacía agua y había perdido tres velas. Un miembro de la tripulación resultó herido al intentar aparejar una vela de repuesto. Los cojinetes del motor principal empezaron a fallar, lo que dejó al barco sin propulsión ni bombas principales. Como consecuencia de los problemas del motor se decidió abandonar el barco y se hizo una llamada de socorro por radio. Toda la tripulación fue trasladada con éxito al carguero MV Arctic, que había respondido a la llamada de socorro.